# Unter der Drachenwand
Unter der Drachenwand ist ein Roman des österreichischen Schriftstellers Arno Geiger. Er erschien im Jahr 2018 beim Carl Hanser Verlag. Im Mittelpunkt der Handlung steht der junge, aus Wien stammende Wehrmachtssoldat Veit Kolbe, der sich nach einer Kriegsverletzung am Mondsee erholt und dort unterschiedliche Menschen kennenlernt. Der Titel nimmt Bezug auf die Drachenwand, eine Felswand am Mondsee.

## Inhalt
Die Geschichte spielt in den letzten Jahren des Zweiten Weltkriegs, hauptsächlich 1944. Der junge Wehrmachtssoldat Veit Kolbe wird auf dem Schlachtfeld am Dnjepr schwer verwundet. Er wird ins Saargebiet verlegt und in einem Lazarett operiert. Als er in sein Zuhause bei seinen Eltern in Wien zurückkehrt, wo er die letzten 15 Monate nicht mehr gewesen ist, hält er es dort nicht lange aus, vor allem da ihm die Durchhalteparolen seines Vaters auf die Nerven gehen. Er beschließt, seinem Onkel Johann, dem Postenkommandanten der Gendarmerie am Mondsee, einen Brief zu schreiben, und bittet diesen, ihm eine Unterbringung zu besorgen.
Veit erhält eine Bleibe bei der boshaften Quartiersfrau Trude Dohm, wo er so weit genesen soll, bis er wieder kriegstauglich ist. Gegenüber betreibt der Bruder der Quartiersfrau, Robert Raimund Perttes, eine Gärtnerei mit Gewächshaus. Er wird von allen der „Brasilianer“ genannt, denn er hat die besten Jahre seines Lebens in Brasilien verbracht und träumt davon, nach dem Krieg wieder dorthin zurückzukehren. Im selben Quartier wohnt eine Frau aus Darmstadt namens Margot mit ihrer Tochter Lilo, die erst wenige Wochen alt ist. Margot ist mit einem Soldaten aus Vöcklabruck verheiratet, der an der Front ist.
Im Ortsteil Schwarzindien (Gemeinde St. Lorenz), ebenfalls am Mondsee, ist eine aufs Land verschickte Schulklasse aus Wien mit ihrer Lehrerin Margarete Bildstein untergebracht. Veit interessiert sich zunächst für sie, jedoch lässt ihre kalte Art ihm gegenüber schnell die aufgekommenen Gefühle verfliegen. Er lernt auch das Schulmädchen Annemarie „Nanni“ Schaller kennen und befreundet sich mit dem Brasilianer, der sich häufig über das Dritte Reich und den Nationalsozialismus auslässt, bis er eines Tages angezeigt und daraufhin von der Gestapo abgeholt wird. Ungefähr drei Wochen zuvor verschwand auch Nanni Schaller spurlos. Veit, der seinen Onkel wie bei anderen Aufgaben auch bei der erfolglosen Suche nach der Vermissten unterstützt, hat dabei die Gelegenheit, die Liebesbriefe ihres 16-jährigen Cousins Kurt Ritler zu lesen. Auch weitere Briefe sind in dem Roman, so auch diejenigen des jüdischen Zahntechnikers Oskar Meyer, der mit seiner Familie vor den Nationalsozialisten aus Wien nach Budapest geflohen ist, und die von Margots Mutter Lore Neff, die ihrer Tochter über die Zerstörung Darmstadts durch Bombenangriffe der Alliierten berichtet.
Veit und Margot arbeiten aufgrund der Inhaftierung des Brasilianers zusammen im Gewächshaus, wobei sich eine innige Liebesbeziehung zwischen den beiden entwickelt. Die Beziehung wird aufgrund der Ehe Margots kritisch gesehen. Veit, der noch immer unter den Folgen seiner Verletzung und den traumatischen Kriegserlebnissen an der russischen Front leidet, gelingt es bei der ärztlichen Untersuchung, seinen neuerlichen Fronteinsatz aufzuschieben. Die Beziehung mit Margot verbessert Veits psychischen Zustand immens. Nanni Schaller wird tot in der Drachenwand aufgefunden. Sie ist bei einem Erklimmungsversuch der Drachenwand in den Tod gestürzt. Der Brasilianer kehrt, deutlich mitgenommen, aus der Haft zurück, allerdings gerät er bald in Streit mit seinem Schwager, einem SS-Mann, der zu Besuch kommt. Im Streitgespräch beschimpft der Brasilianer unter anderem den Führer, weshalb er danach untertauchen muss. Als sein Versteck verraten wird und Veits Onkel ihn verhaften will, tritt Veit dazwischen und erschießt schließlich seinen Onkel, um dem Brasilianer die Flucht zu ermöglichen. Niemand verdächtigt Veit des Mordes.
Als Veit abermals einberufen wird, kann er sich dem Kriegsdienst nicht länger entziehen und wird zurück an die Front geschickt. Zuvor hat er noch für Margot eine neue Wohnung gesucht. Die beiden planen, nach dem Krieg ein neues gemeinsames Leben zu beginnen. Nannis Briefe übergibt Veit später an Kurt Ritler, der mittlerweile auch zum Militär einberufen wurde. Damit endet der Roman.
In den Nachbemerkungen wird berichtet, wie das weitere Leben der wichtigsten Romanfiguren verlief, zum Beispiel dass Margot und Veit heiraten, nachdem Margot von ihrem Ehemann geschieden wurde, und mit zwei weiteren Kindern eine Familie gründeten.

## Auszeichnungen
Unter der Drachenwand war 2018 auf der Longlist des Deutschen Buchpreises und des Österreichischen Buchpreises nominiert. Der Roman belegte im Februar 2018 Rang 1 der SWR-Bestenliste sowie im Februar und März 2018 Rang 1 in der ORF-Bestenliste. Arno Geiger erhielt 2019 den Literaturpreis der Stadt Bremen für den Roman und den Europese Literatuurprijs für die niederländische Übersetzung.

## Ausgaben
- Arno Geiger: Unter der Drachenwand. Carl Hanser, München 2018, ISBN 978-3-446-25812-9.
- Arno Geiger: Unter der Drachenwand. Gelesen von Torben Kessler, Michael Quast, Cornelia Niemann und Torsten Flassig. Hörbuch Hamburg, Hamburg 2018, ISBN 978-3-8449-1786-4.
- Arno Geiger: Unter der Drachenwand. dtv, München 2019, ISBN 978-3-423-14701-9.